# Abante (hijo de Poseidón)
En la mitología griega, Abante (en griego Ἄβας; en genitivo Ἄβαντος) era un rey de los Abantidas de Eubea, considerado hijo de Poseidón y de Aretusa, ora considerada una nereida, ora hija de Hiperénor. Casado con una mujer llamada Melanipa (poco conocida, a la que no hay que confundir con la homónima amante de Poseidón, ni con la hija de Ares, o la de Eneo) tuvo con ella dos hijos varones llamados Caneto y Calcodonte, que sería su sucesor en el citado reino de Eubea. El primero de ellos le daría un nieto llamado Canto, que murió a manos del libio Cafauro cuando intentó robarle sus rebaños. De Calcodonte, con su esposa Alcíone (mujer que no cuenta con un mito propio, y a la que no se debe confundir con la hija de Éolo y Enárete, ni con la pléyade del mismo nombre), le nacerían también dos nietos, Calcíope y Elefénor.
Más tarde, moriría accidentalmente a manos de su nieto Elefénor, antes citado. Fue un día en que, testigo de cómo uno de sus criados maltrataba a su abuelo, y pretendiendo darle un ejemplar castigo, levantó su bastón, resbaló y mató con él a aquel a quien pretendía defender. Elefénor tuvo que expatriarse de la isla de Eubea.